# Сказка (театр, Абакан)

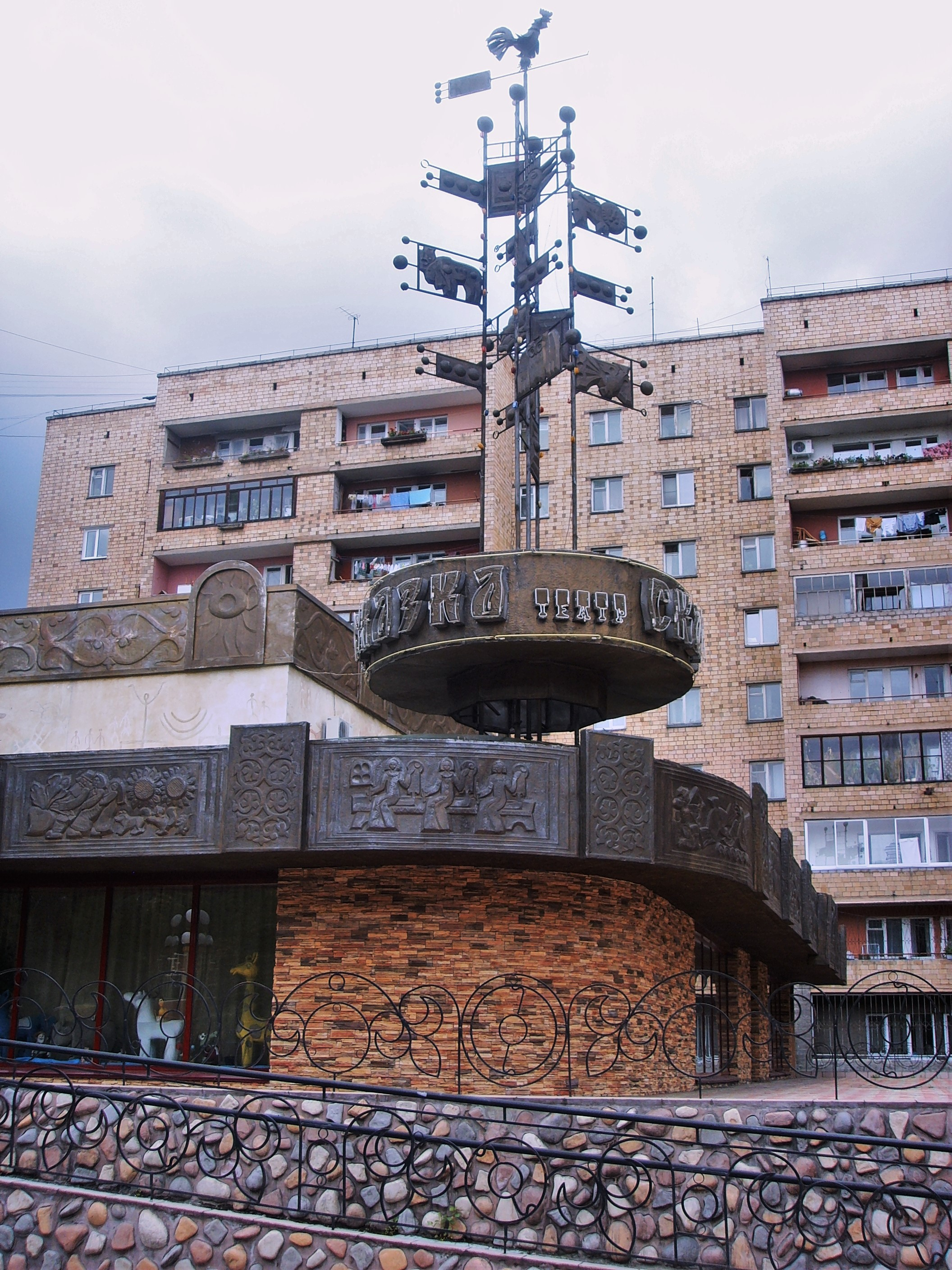

Государственное автономное учреждение культуры Республики Хакасия «Хакасский национальный театр кукол «Сказка» имени Л.Г. Устинова» — кукольный театр в столице Хакасии — городе Абакане.

## История
Открылся 28 декабря 1979 спектаклем-буффонадой «Три поросёнка» по пьесе С. Михалкова и В. Швембергера.
Основатель и главный режиссёр Людвиг Устинов, главный художник — Марк Живило.
1983 — театр «Сказка» — организатор I фестиваля театров кукол Сибири и Дальнего Востока.
1986 — театр — участник II фестиваля театров кукол Сибири и Дальнего Востока (г. Томск).
В 1987-1993 годах театр работал под руководством главного режиссёра С. Столярова и главного художника А. Алексеева.
1990 «Сказка» — организатор Международного Фестиваля «Сибирская Кукломания».
1993 — участник Международного фестиваля «Воронежские посиделки-2» (г. Воронеж).
1994 — участник Международного фестиваля КУКART (г. Пушкин). Спектакль «Коре Сарыг и Змея» (пластическая импровизация по хакасским фольклорным сюжетам, созданная режиссёром Ю. Фридманом и художником А. Алексеевым) стал участником IV фестиваля театров кукол Сибири и Дальнего Востока в г. Омске.
1996 — спектакль «Коре Сарыг и Змея» выдвинут на соискание Высшей Национальной Театральной Премии «Золотая Маска» в номинации «Лучший спектакль театра кукол».
1997 — спектакль «Коре Сарыг и Змея» получает высокую оценку зарубежной театральной критики на Международном Фестивале театров кукол в г. Шарлевиль-Мезьер (Франция).
С 1998 по 2006 год главный режиссёр театра — Евгений Ибрагимов.
1999 — театр — гость Международного Рождественского фестиваля искусств в г.Новосибирске со спектаклями «Иуда Искариот. Предатель», «Старик и Волчица» и «Сказка о Попе и работнике его Балде» (режиссёр Е. Ибрагимов, художник М. Вешник).
2000 — спектакль «Иуда Искариот. Предатель» — участник Фестиваля Театров Восточной Европы «Passages-2000» (г. Нанси, Франция).
2001 — театр «Сказка» в рамках Чешско-Хакасский художественный проекта «Совместное Прошлое» поставил спектакль «Аудиенция» по пьесе экс-президента Чешской Республики В. Гавела (режиссёр Я. Фишер, театр «Na Zabradli», г. Прага). По совместному проекту с театром «De La Manufacture» (Франция) создан спектакль «Якоб Якобсон» — фантазия в куклах на тему пьесы Аарона Цейтлина (режиссёр Е. Ибрагимов, художественное оформление И. Шауох). С этим спектаклем театр участвовал в фестивале театров Восточной Европы «Passages-2001» (г. Нанси, Франция).
2002 Спектакль «Алтын Аях» показывался на Международном фестивале «Безграничный Театр» памяти Р. Виндермана (г. Томск); на IV Международном театральном фестивале в г. Адана, Турция; на Международном фестивале визуального искусства (г. Бельско-Бяла, Польша).
2003 — театр «Сказка» провёл I Международный эколого-этнический фестиваль театров кукол «Чир Чайаан» (в переводе с хакасского — Дух Земли).
2004 — в августе театр провёл II Международный эколого-этнический фестиваль «Чир Чайаан»
2005 — Хакасский национальный театр кукол «Сказка» принял участие в фестивале «Европалия-Россия 2005» в Бельгии (г. Турней, г. Монс, г. Брюссель); в проекте «Дни Сибирской культуры в Италии» (г. Тренто, г. Турин), в фестивале «Passages» во Франции (г. Нанси); гастролировал по городам Египта (г. Каир, г. Александрия).
2006 — проведение IV Международного эколого-этнического фестиваля театров кукол «Чир Чайаан»;
в ноябре спектакль «Алтын Аях» стал участником VIII Фестиваля Российского искусства и кино в г. Ницца (Франция); в конце года — участие в традиционных рождественских театральных фестивалях в Испании (спектакль «У самого синего моря» показывался в городах Валенсия, Хаэн, Сарагоса и Арагона).
2007 — участие в проекте ассоциации «Золотая Маска» под названием «Лучшие спектакли в городах России» (г. Омск, г. Тара).
2021 — Хакасскому национальному театру кукол «Сказка» присвоено имя заслуженного деятеля искусств РФ, заслуженного деятеля искусств Хакасии, драматурга, поэта, члена союза театральных деятелей России, первого режиссера и основателя театра кукол «Сказка» — Людвига Григорьевича Устинова (в соответствии с постановлением Правительства Республики Хакасия от 21 января 2021 года № 10).

## Репертуар
Более 200 постановок для детей и взрослых режиссёров: Л. Устинова, Ю. Фридмана, Б. Саламчева, В. Бирюкова, В. Дерягина, В. Казакова, Н. Боровкова, Е. Ибрагимова.
Спектакли оформляли известные театральные художники: М. Живило, И. Уварова, О. Гончарова, В. Пономарев, В. Никоненко, С. Столяров и А. Алексеев.

## Труппа
В труппе театра работают  Ирина Токарева,  Людмила Образцова, Эдгард Арутюнов, Валентина Тарасова, Андрей Тимофеев, Елена Тимофеева, Юлия Рысюкова,  Антон Семавин, Рима Зайнуллина, Сергей Лебедев, Василиса Лузина, Павел Шнягин, Олег Кузьмин, Мария Воробьёва, Вероника Романова, Софья Ларионова, Илья Эмих, Светлана Иванова.

## Награды
Театр «Сказка» — обладатель пяти Масок — высшей национальной театральной премии «Золотая маска», а также конкурса «Окно в Европу» в номинации «Лучший театр года».
- 1980 — диплом фестиваля драматургии ГДР за спектакль «Дороже золота».
- 1984 — лауреат Международного фестиваля Болгарской драматургии (г. Варна) за спектакль «Куда ты, Жеребенок?».
- 1995 — диплом Международного музыкального фестиваля стран Азиатско-Тихоокеанского региона за спектакль театра «Сказка» «Волк и семеро» (режиссёр Ю. Фридман, художник А. Алексеев); диплом красноярского фестиваля «Театральная Весна» за спектакль «Заколдованная Королевна» (режиссёр Ю. Фридман, художник А. Алексеев).
- 1999 — лауреат конкурса «Окно в Россию» в номинации «Театр года»; лауреат премии «Золотая маска» (спектакль «Иуда Искариот. Предатель» по новелле Л. Андреева); третье место в номинации «Лучший спектакль» на III Всемирном Фестивале театров кукол в Праге за спектакль Е. Ибрагимова «Старик и Волчица».
- 2000 — лауреат фестиваля «Театр кукол на пороге XXI века» (г. Барнаул) в номинации «Лучший спектакль» и «Лучшая мужская роль» (А. Сенцов) за спектакль «Калиф-Аист» (режиссёр Е. Ибрагимов, художник З. Давыдов); победитель Всероссийского конкурса «Трудовая слава России»
- 2001 — спектакль «Алтын Аях (Золотая Чаша)» становится лауреатом фестивалей «KONTAKT — 2001» (Торунь, Польша), V Всемирного фестиваля театров кукол (Прага) и IV Международного фестиваля театров кукол «Spectaculo Interesse» (Острава, Чехия).
- 2002 — лауреат премии «Золотая маска» в номинации «Лучшая работа режиссёра» за спектакль «Якоб Якобсон».
- 2003 — театр получил статус «Национальный». Евгений Ибрагимов удостоен звания «Заслуженный деятель искусств республики Хакасия» и получил Премию Правительства РФ имени Фёдора Волкова «За вклад в развитие театрального искусства РФ».
- 2005 — спектакль «ATHANATOMANIA» становится лауреатом премии «Золотая маска» в номинации «Лучшая работа художника». Театр получает грант Совета при Президенте Российской Федерации по культуре и искусству за театральный проект «Чир Чайаан» и становится организатором III Международного эколого-этнического фестиваля «Чир Чайаан».
- 2006 — спектакль «…И пишу я Тебе в первый раз (Оскар и Розовая дама)» по пьесе Э.-Э. Шмитта становится лауреатом премии «Золотая маска» в номинации «Лучшая работа режиссёра в театре кукол». Главному режиссёру театра Евгению Ибрагимову присвоено звание «Заслуженный деятель искусств Российской Федерации».
- 2009 — спектакль «Соседи» становится лауреатом премии «Золотая маска» в номинации «Лучший спектакль».
- 2010 — Премия Правительства Российской Федерации имени Фёдора Волкова за вклад в развитие театрального искусства Российской Федерации (30 июня 2010 года)[1].